# Axiotima gaedii
Axiotima gaedii is een soort in de taxonomische indeling van de ribkwallen (Ctenophora). 
De kwal behoort tot het geslacht Axiotima en behoort tot de familie Lobata. De wetenschappelijke naam van de soort werd voor het eerst geldig gepubliceerd in 1829 door Eschscholtz.